# Fiat A.38
Il Fiat A.38 o Fiat A.38 R.C. 15-45 è un motore aeronautico 16 cilindri a V rovesciata raffreddato a liquido prodotto dall'azienda italiana Fiat Aviazione nel periodo della seconda guerra mondiale; era un'evoluzione dal progetto del Fiat AS.8 previsto per il CMASA C.S.15 aereo da record progettato dall'ing. Antonio Fessia. Le specifiche tecniche previste indicavano in circa 2 000 CV la potenza massima disponibile tra i 1 500 e i 4 500 m, quote di ristabilimento dettate dalla taratura del compressore centrifugo, venne prodotto in serie e montato sui G.55.

## Storia
Durante lo sviluppo le bancate furono invertite, rispetto all'originale progetto derivato dall'AS.8. Esso era progettato con un compressore a due velocità disposto longitudinalmente, posizionato entro le bancate dei cilindri, per ristabilire la pressione atmosferica alle quote di 1500 e 4500 metri. L'albero a gomito a 8 manovelle presentava sbilanciamenti statici e dinamici nonché vibrazioni torsionali, a causa della sua notevole lunghezza; questa problematica avrebbe richiesto un tempo di sviluppo lungo per la soluzione. Spingeva due eliche bipala controrotanti similmente a quelle del Macchi-Castoldi M.C.72, ma a differenza di questo le eliche controrotanti non erano indipendenti, ma meccanicamente derivate dal movimento di un singolo cambio a doppia uscita. Successivamente queste furono sostituite con un'elica rotante semplice.
Venne previsto per i velivoli Fiat G.55, CMASA C.S.38
Il progetto venne abbandonato per i necessari lunghi tempi di sviluppo, non confacenti con le urgenti necessità belliche, favorendo per questo la produzione su licenza del Daimler-Benz DB 605, prodotto con il nome Fiat RA.1050 RC.58 Tifone F da 1 475 CV.